# 会田洋
会田 洋（あいだ ひろし、1947年（昭和22年）3月28日 - ）は、日本の政治家。元新潟県柏崎市長（3期）。旭日小綬章受章。

## 概要
新潟県柏崎市生まれ。新潟県立柏崎高等学校、東京大学工学部卒業。
大阪市役所に就職後、1977年に長岡市役所へ。2002年から財団法人環日本海経済研究所へ。
2004年、柏崎市長選挙に出馬し、自民党と公明党の推薦を受けた現職の西川正純、柏崎刈羽原子力発電所再稼働容認派の桜井雅浩らをおさえ初当選した。
2008年、前回戦った桜井雅浩を破り再選。2012年の柏崎市長選は、原発推進派に推された元共同通信社論説委員長の西川孝純を破り3選。
2013年7月に柏崎刈羽原子力発電所の再稼働問題に関し東京電力の広瀬直己社長と会談し、「手続きもないまま申請を発表したことは、誠に遺憾。」と、東京電力の姿勢を批判した。

## 栄典
- 2017年 秋の叙勲で地方自治功労により旭日小綬章を受章[7]